# Parque Nacional das Nascentes do Lago Jari
O Parque Nacional das Nascentes do Lago Jari é um parque nacional brasileiro localizado no Amazonas. Como muitos parques da região amazônica, sofre com situação fundiária não regularizada e desmatamento e mineração ilegais. Ainda assim, grande parte do parque ainda é coberta por vegetação nativa.